# Phacelia cloudcroftensis
Phacelia cloudcroftensis är en strävbladig växtart som beskrevs av N.Duane Atwood. Phacelia cloudcroftensis ingår i Faceliasläktet som ingår i familjen strävbladiga växter. Inga underarter finns listade i Catalogue of Life.